# Sendou
Sendou est un village du Sénégal, érigé en commune en 2011 par scission de celle de Bargny. Il fait partie du département de Rufisque et de la région de Dakar.
C'est un village de pêcheurs situé en bordure de l'océan Atlantique, au sud de la presqu'île du Cap-Vert, à 3 km de Bargny. Il compte environ 6 000 habitants, majoritairement des Lébous.
Avec ses plages, ses résidences privées et ses cabanons, Sendou bénéficie d'un certain essor touristique.
Le village dispose d'une centrale à charbon de 125 Mw,.
Un port vraquier et minéralier est en cours de construction à Sendou. Le démarrage de l'activité de ce port permettra de booster l'économie et le développement de la localité.